# Berliner Allee 20 (Hannover)

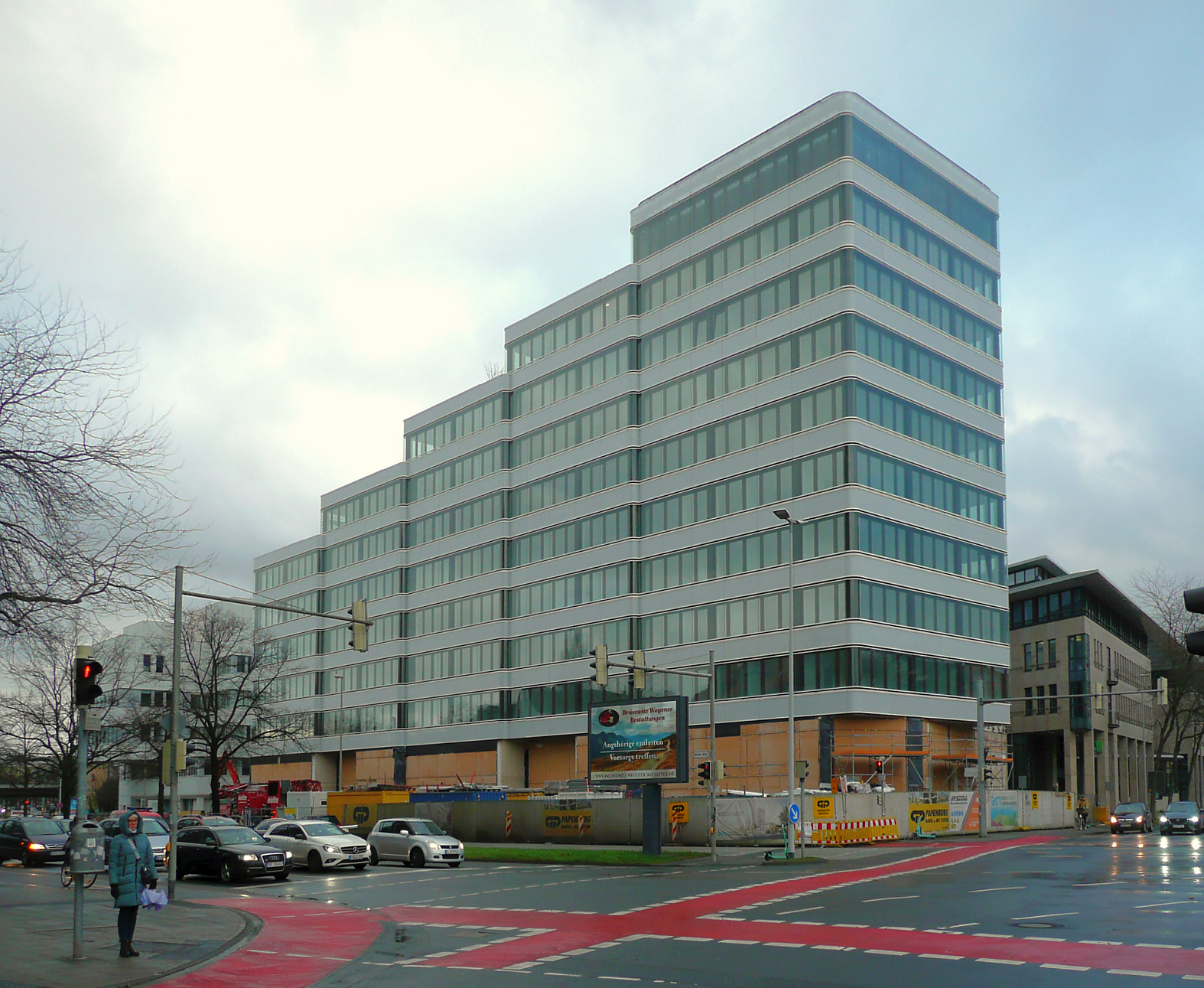
Gebäude der Ärztekammer Niedersachsen an der Berliner Allee 20 in Hannover, 2023

Berliner Allee 20 in Hannover lautet die Adresse einer Immobilie der Ärztekammer Niedersachsen. Das rund 40 Meter hohe Bürogebäude an der Ecke Schiffgraben / Berliner Allee war neben seiner Funktion für die Ständeorganisation der Ärzte zugleich als bombensicheres Notfallkrankenhaus für den Fall eines Dritten Weltkrieges geplant worden. Das in den 1960er Jahren errichtete Hochhaus war allerdings mit Asbest und Formaldehyd belastet und zudem noch schlecht gegen Wärmeverluste isoliert, so dass es ab 2018 abgerissen wurde.

## Geschichte und Beschreibung

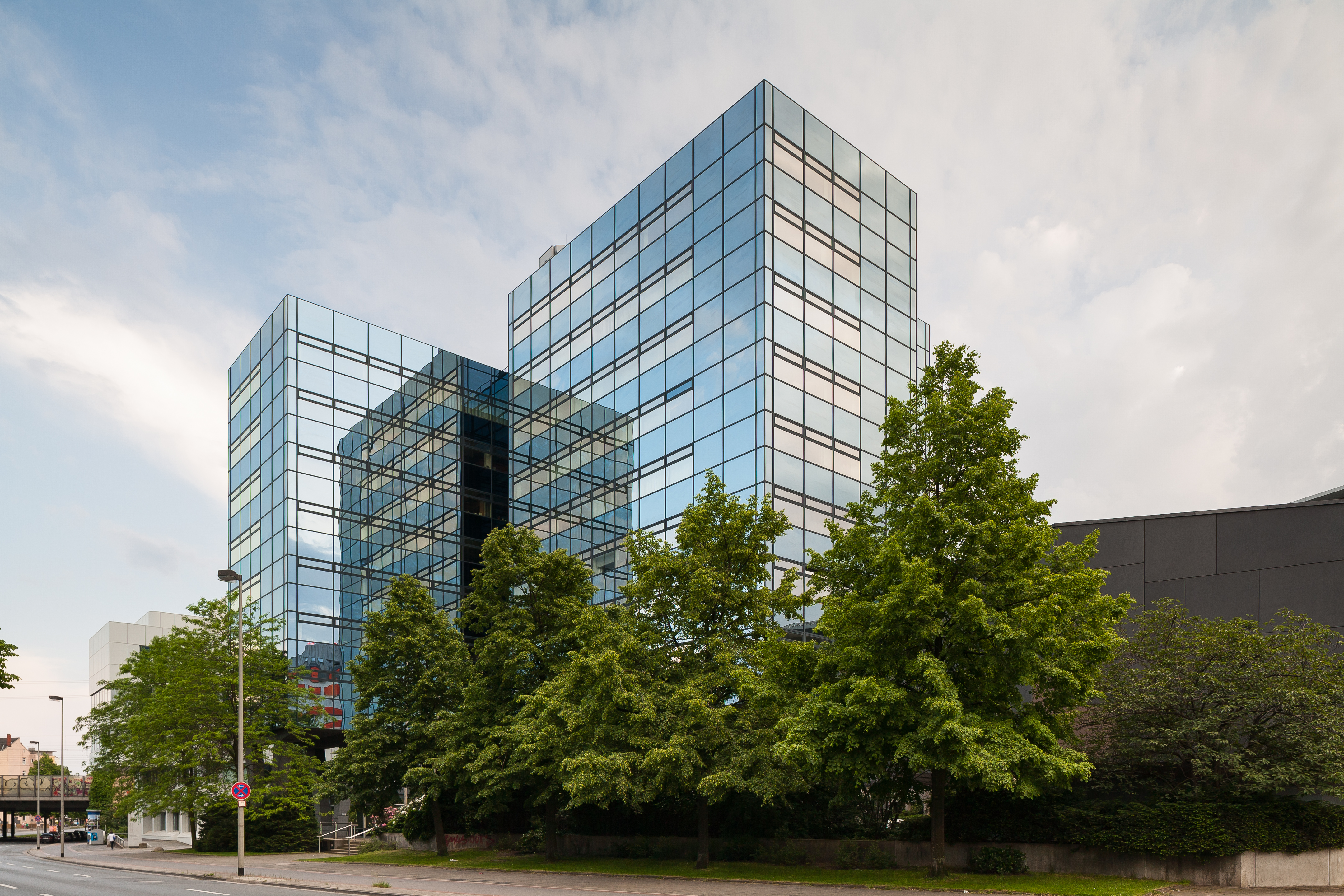
Das Vorgängergebäude vor dem Abriss, 2014

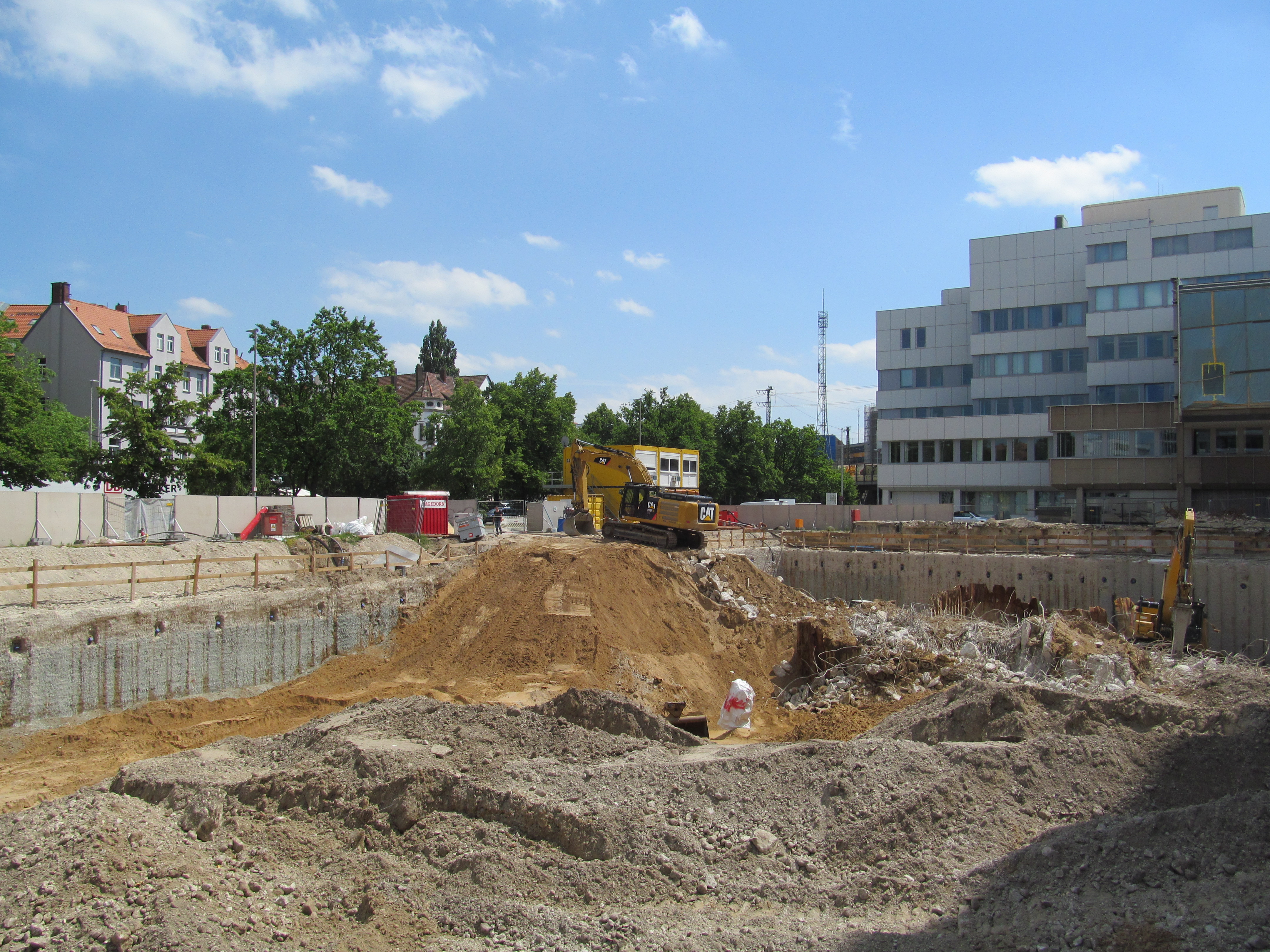
Die Baugrube für den Neubau, 2019

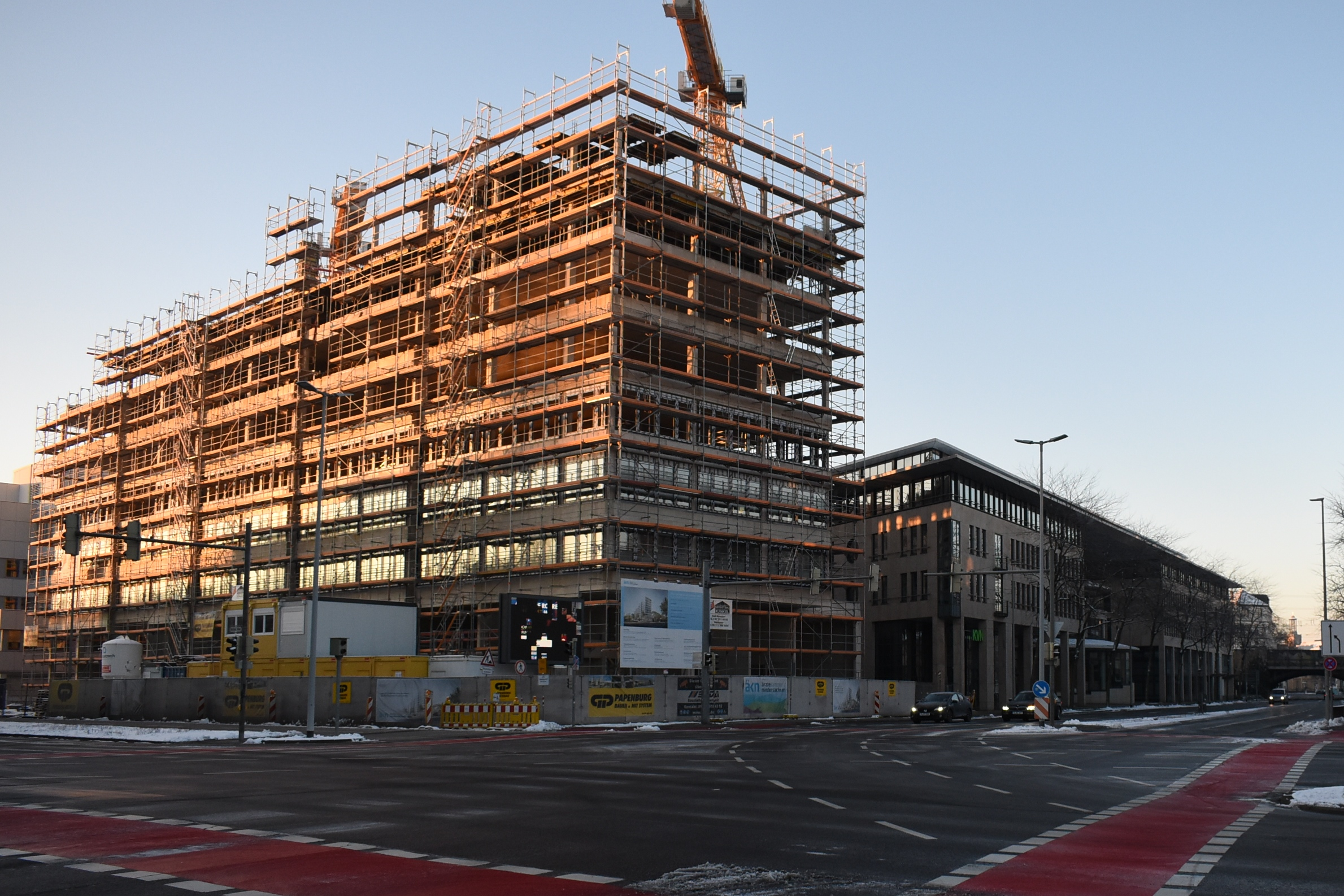
Neubau, 2021

Das Gebäude für die Ärztekammer Niedersachsen wurde ursprünglich durch den Architekten Ernst Friedrich Brockmann in den Jahren 1964 bis 1965 errichtet, erhielt seine Vollverglasung jedoch erst in jüngerer Zeit mit verspiegelten Glasflächen. Als mögliches Notkrankenhaus in einem Dritten Weltkrieg waren die Flurbreiten und die Aufzugsschächte des mehr als 38 Meter hohen und aus Beton errichteten Gebäudes von vornherein auch für den Gebrauch von Krankenbetten ausgelegt worden. Zum Schiffgraben hin war ein sakral wirkender Anbau als Plenarsaal errichtet worden, der die Straßenecke zum Schiffgraben hin dominierte.
Nach einer späteren Neugestaltung der Fassaden als vollverspiegelten Glasaußenhaut zeigten sich bald schwere Mängel am Gebäude: Laut Kammerpräsidentin Martina Wenker wäre „eine Sanierung [...] unwirtschaftlich gewesen“, so dass an Stelle des Altbaus ein späterer zehnstöckiger Neubau geplant wurde.
Für den Rückbau des 1960er-Jahre-Baus durch die Firma Hagedorn wurden Fachleute für per Joystick ferngesteuerte, elektrische Abbruchhammer-„Roboter“ mit einer Kraft von bis zu 14 Tonnen zum Zertrümmern der einzelnen Etagen des Hochhauses eingeteilt. Die Entsorgung des Asbest wurde hinter einer hermetischen Abriegelung vollzogen. Die beauftragten Mitarbeiter durchliefen ein Vierkammersystem mit Unterdruck, mussten zudem vor Ort duschen und die Kleidung wechseln. Nach einer nahezu vollständigen Entkernung sollten die einzelnen Betonbrocken, die zuvor mit einer ungekühlten Schneekanone und Sprühnebel gegen die Feinstaub-Entwicklung behandelt wurden, durch einen holzverschalten Schacht nach unten in den Keller fallen und dort übergangsweise gelagert werden. Diese durch den zeitweiligen Schutt-Ballast vorgenommene „Ballastierung“ sollte verhindern, dass die leichten, unteren Geschosse bei dem fortschreitenden Abriss durch Grundwasser aufgeschwemmt werden. Dieses Vorgehen war auch beispielsweise beim Kröpcke-Center angewendet worden.
Insgesamt wurden 50.000 Tonnen Bauschutt berechnet und 100 Tonnen andere Baustellen-Abfälle. Rund 50 Tonnen waren mit Asbest verseucht.
Unterdessen waren in den benachbarten Gebäuden Erschütterungsmelder installiert worden, wie sie üblicherweise in Erdbebengebieten eingesetzt werden.
Der Abriss wurde koordiniert durch den aus Dänemark stammenden Hans-Henrick Dancker für das Berliner Architekturbüro Grüntuch Ernst, das auch den ab März 2019 geplanten Neubau konzipiert hatte. Der Nachfolgebau für die Ärztekammer Niedersachsen soll zehn Stockwerke hoch werden, wobei abgerundete Kanten dem Bau „etwas Edel-Modernes“ verleihen sollen.